# Osamu Yamaji
Osamu Yamaji (jap. 山路 修 Yamaji Osamu; ur. 31 sierpnia 1929, zm. 26 stycznia 2021) – japoński piłkarz, reprezentant kraju.
Jako piłkarz grał w klubie Sumitomo Metal. W reprezentacji Japonii zadebiutował 7 marca 1954 w meczu przeciwko reprezentacji Korei Południowej.

## Statystyki
| Reprezentacja Japonii | Reprezentacja Japonii | Reprezentacja Japonii |
| Rok                   | Mecze                 | Gole                  |
| --------------------- | --------------------- | --------------------- |
| 1954                  | 1                     | 0                     |
| Razem                 | 1                     | 0                     |